# Marcos Llorente
Marcos Llorente Moreno (sinh ngày 30 tháng 1 năm 1995) là một cầu thủ bóng đá chuyên nghiệp người Tây Ban Nha hiện thi đấu ở vị trí tiền vệ cho Atlético Madrid và đội tuyển quốc gia Tây Ban Nha.

## Sự nghiệp câu lạc bộ
Sinh ra ở Madrid, Llorente tham gia vào đội trẻ Real Madrid từ năm 2008 khi anh lên 13 tuổi. Vào tháng 7 năm 2014, sau khi gây ấn tượng tại đội trẻ, anh đã ký hợp đồng mới với câu lạc bộ.
Anh đã ghi một cú đúp trong chiến thắng 2-3 của Atletico Madrid trước Liverpool tại vòng 1/16 của UEFA Champions League 2019-20 trên sân Anfield.

## Thống kê sự nghiệp

### Câu lạc bộ
Tính đến ngày 22 tháng 5 năm 2021.
| Câu lạc bộ          | Mùa giải            | Giải quốc nội       | Giải quốc nội | Giải quốc nội | Cúp quốc gia | Cúp quốc gia | Châu Âu | Châu Âu | Khác | Khác | Tổng cộng | Tổng cộng |
| Câu lạc bộ          | Mùa giải            | Hạng đấu            | Trận          | Bàn           | Trận         | Bàn          | Trận    | Bàn     | Trận | Bàn  | Trận      | Bàn       |
| ------------------- | ------------------- | ------------------- | ------------- | ------------- | ------------ | ------------ | ------- | ------- | ---- | ---- | --------- | --------- |
| Real Madrid B       | 2014–15             | Segunda División B  | 25            | 0             | —            | —            | —       | —       | —    | —    | 25        | 0         |
| Real Madrid B       | 2015–16             | Segunda División B  | 33            | 3             | —            | —            | —       | —       | 4    | 0    | 37        | 3         |
| Real Madrid B       | Tổng cộng           | Tổng cộng           | 58            | 3             | —            | —            | —       | —       | 4    | 0    | 62        | 3         |
| Real Madrid         | 2015–16             | La Liga             | 2             | 0             | 1            | 0            | 0       | 0       | —    | —    | 3         | 0         |
| Real Madrid         | 2017–18             | La Liga             | 13            | 0             | 6            | 0            | 1       | 0       | 0    | 0    | 20        | 0         |
| Real Madrid         | 2018–19             | La Liga             | 7             | 0             | 5            | 1            | 2       | 0       | 2    | 1    | 16        | 2         |
| Real Madrid         | Tổng cộng           | Tổng cộng           | 22            | 0             | 12           | 1            | 3       | 0       | 2    | 1    | 39        | 2         |
| Alavés (mượn)       | 2016–17             | La Liga             | 32            | 0             | 6            | 0            | —       | —       | —    | —    | 38        | 0         |
| Atlético Madrid     | 2019–20             | La Liga             | 29            | 3             | 1            | 0            | 4       | 2       | 2    | 0    | 36        | 5         |
| Atlético Madrid     | 2020–21             | La Liga             | 37            | 12            | 0            | 0            | 8       | 1       | —    | —    | 45        | 13        |
| Atlético Madrid     | Tổng cộng           | Tổng cộng           | 66            | 15            | 1            | 0            | 12      | 3       | 2    | 0    | 81        | 18        |
| Tổng cộng sự nghiệp | Tổng cộng sự nghiệp | Tổng cộng sự nghiệp | 178           | 18            | 19           | 1            | 15      | 3       | 8    | 1    | 220       | 23        |

### Quốc tế
Tính đến ngày 6 tháng 12 năm 2022.
| Đội tuyển quốc gia | Năm       | Trận | Bàn |
| ------------------ | --------- | ---- | --- |
| Tây Ban Nha        | 2020      | 1    | 0   |
| Tây Ban Nha        | 2021      | 8    | 0   |
| Tây Ban Nha        | 2022      | 9    | 0   |
| Tổng cộng          | Tổng cộng | 18   | 0   |

## Danh hiệu

### Câu lạc bộ

#### Real Madrid
- UEFA Champions League: 2017–18
- UEFA Super Cup: 2017
- FIFA Club World Cup: 2017, 2018

#### Atlético Madrid
- La Liga: 2020–21

### Quốc tế

#### U-21 Tây Ban Nha
- Á quân UEFA European Under-21 Championship: 2017